# Merkwiller-Pechelbronn

Merkwiller-Pechelbronn este o comună în departamentul Bas-Rhin, Franța. În 1 ianuarie 2022 avea o populație de 923 de locuitori.